# John Connolly (écrivain)
Pour les articles homonymes, voir John Connolly (homonymie) et Connolly.
Œuvres principales
- Le Livre des choses perdues
- Série Charlie Parker

John Connolly, né le 31 mai 1968 à Dublin, est un écrivain irlandais. Spécialisé dans le roman policier, il est surtout connu pour sa série de romans mettant en vedette le détective privé Charlie Parker.

## Biographie
Avant de devenir romancier à temps plein, John Connolly travaille comme journaliste, barman, fonctionnaire du gouvernement local, serveur et coursier au grand magasin Harrods à Londres. 

Après avoir obtenu un Baccalauréat en arts d'anglais au Trinity College de Dublin et une Maîtrise en arts de journalisme à l'université de la ville de Dublin, il travaille pendant cinq ans comme journaliste pigiste pour le journal The Irish Times.

Rapidement frustré par la profession, il commence à écrire pendant son temps libre Every Dead Thing (Tout ce qui meurt) qui obtient un Shamus Award – Best First Private Eye Novel.
Il continue à écrire des articles pour son journal, les plus marquants ayant été une série d'entretiens avec d'autres auteurs établis.
Il cite Ross Macdonald, James Lee Burke et Ed McBain comme influences majeures, et il est souvent apprécié pour son style riche et introspectif d'une qualité rarement atteinte par les autres auteurs du genre.
C'est un lecteur passionné et un collectionneur de musique. La cuisine et la gymnastique figurent également parmi ses passe-temps favoris.

## Œuvres

### Romans

#### SérieCharlie Parker
1. Tout ce qui meurt, Presses de la Cité, coll. « Sang d'encre », 2001 ((en) Every Dead Thing, 1999), trad. Philippe Hupp et Thierry Arson, 549 p.  (ISBN 978-2-258-05523-0)
2. Laissez toute espérance, Presses de la Cité, coll. « Sang d'encre », 2003 ((en) Dark Hollow, 2000), trad. Philippe Hupp, 477 p.  (ISBN 978-2-258-05524-7)
3. Le Pouvoir des ténèbres, Presses de la Cité, coll. « Sang d'encre », 2004 ((en) The Killing Kind, 2001), trad. Jacques Martinache, 418 p.  (ISBN 978-2-258-06116-3)
4. Le Baiser de Caïn, Presses de la Cité, coll. « Sang d'encre », 2003 ((en) The White Road, 2002), trad. Jacques Martinache, 396 p.  (ISBN 978-2-258-06180-4)
5. La Maison des miroirs, Pocket, 2013 ((en) The Reflecting Eye, 2004), trad. Didier Sénécal, 160 p.  (ISBN 978-2-266-23415-3)
6. L'Ange noir, Presses de la Cité, coll. « Sang d'encre », 2006 ((en) The Black Angel, 2005), trad. Jacques Martinache, 489 p.  (ISBN 978-2-258-06983-1)
7. La Proie des ombres, Presses de la Cité, coll. « Sang d'encre », 2008 ((en) The Unquiet, 2007), trad. Jacques Martinache, 438 p.  (ISBN 978-2-258-07618-1)
8. Les Anges de la nuit, Presses de la Cité, coll. « Sang d'encre », 2009 ((en) The Reapers, 2008), trad. Jacques Martinache, 346 p.  (ISBN 978-2-258-07869-7)
9. L'Empreinte des amants, Presses de la Cité, coll. « Sang d'encre », 2010 ((en) The Lovers, 2009), trad. Jacques Martinache, 438 p.  (ISBN 978-2-258-08200-7)
10. Les Murmures, Presses de la Cité, coll. « Sang d'encre », 2011 ((en) The Whisperers, 2010), trad. Jacques Martinache, 445 p.  (ISBN 978-2-258-08909-9)
11. La Nuit des corbeaux, Presses de la Cité, coll. « Sang d'encre », 2012 ((en) The Burning Soul, 2011), trad. Jacques Martinache, 450 p.  (ISBN 978-2-258-09405-5)
12. La Colère des anges, Presses de la Cité, coll. « Sang d'encre », 2013 ((en) The Wrath of Angels, 2012), trad. Jacques Martinache, 493 p.  (ISBN 978-2-258-10107-4)
13. Sous l'emprise des ombres, Presses de la Cité, coll. « Sang d'encre », 2015 ((en) The Wolf in Winter, 2014), trad. Santiago Artozqui, 464 p.  (ISBN 978-2-258-11491-3)
14. Le Chant des dunes, Presses de la Cité, coll. « Sang d'encre », 2016 ((en) A Song of Shadows, 2015), trad. Jacques Martinache, 492 p.  (ISBN 978-2-258-13378-5)
15. Le Temps des tourments, Presses de la Cité, coll. « Sang d'encre », 2018 ((en) A Time of Torment, 2016), trad. Jacques Martinache, 576 p.  (ISBN 978-2-258-14425-5)
16. Le Pacte de l'étrange, Presses de la Cité, coll. « Sang d'encre », 2020 ((en) A Game of Ghosts, 2017), trad. Jacques Martinache, 496 p.  (ISBN 978-2-258-16313-3)
17. La Jeune Femme et l'Ogre, Presses de la Cité, coll. « Sang d'encre », 2022 ((en) The Woman in the Woods, 2018), trad. Laurent Philibert-Caillat, 512 p.  (ISBN 978-2-258-19531-8)
18. (en) A Book of Bones, 2019
19. (en) The Dirty South, 2020
20. (en) The Nameless Ones, 2021
21. (en) The Furies, 2022
22. (en) The Instruments of Darkness, 2024

- (en) Parker : A Miscellany, 2016Introduction aux treize premiers volumes de la série ainsi qu'un essai à propos de chaque musique créé pour les livres et figurant sur une compilation de six disques

#### SérieSamuel Johnson
1. Les Portes, L'Archipel, 2010 ((en) The Gates, 2009), trad. Pierre Brévignon, 300 p.  (ISBN 978-2-809-80374-7)
2. Les Cloches de l’enfer, L'Archipel, 2012 ((en) Hell's Bell's, 2011), trad. Pierre Brévignon, 340 p.  (ISBN 978-2-809-80874-2)Publié aux États-Unis sous le titre The Infernals
3. (en) The Creeps, 2013

#### SérieThe Chronicles of the Invaders
1. (en) Conquest, 2013
2. (en) Empire, 2015

#### SérieLe Livre des choses perdues
1. Le Livre des choses perdues, L'Archipel, 2009 ((en) The Book of Lost Things, 2006), trad. Pierre Brévignon, 347 p.  (ISBN 978-2-809-80143-9)
2. Le Pays des choses perdues, L'Archipel, 2024 ((en) The Land of Lost Things, 2023), trad. Pierre Brévignon, 360 p.  (ISBN 978-2-809-84902-8)

#### Romans indépendants
- Les Âmes perdues de Dutch Island, Presses de la Cité, coll. « Sang d'encre », 2014 ((en) Bad Men, 2003), trad. Santiago Artozqui, 432 p.  (ISBN 978-2-258-10106-7)
- Prière d’achever, Ombres noires, 2014 ((en) The Caxton Lending Library & Book Depository, 2013), trad. Pierre Brévignon, 160 p.  (ISBN 978-2-0813-4927-8)Également publié sous le titre The Museum of Literary Souls

### Recueil de nouvelles
- Nocturnes, L'Archipel, 2013 ((en) Nocturnes, 2004), trad. Danièle Momont et Thierry Beauchamp, 318 p.  (ISBN 978-2-809-81256-5)
- Musique nocturne, Presses de la Cité, coll. « Sang d'encre », 2019 ((en) Night Music: Nocturnes 2, 2015), trad. Jacques Martinache, 432 p.  (ISBN 978-2-258-16148-1)

## Adaptations au cinéma
- 2009 : Instinct de survie (The New Daughter), film américano-espagnol réalisé par Luiso Berdejo, scénario de John Travis partiellement basé sur une nouvelle éponyme du recueil Nocturnes, avec Kevin Costner, Ivana Baquero et Samantha Mathis